# Семчук Віктор Ярославович
Ві́ктор Яросла́вович Семчу́к (3 березня 1991, c. Залав'є Теребовлянського району Тернопільської області — 19 червня 2014, с. Закітне Лиманського району Донецької області) — український військовик, розвідник-снайпер 24-ї окремої механізованої бригади оперативного командування «Північ» сухопутних військ Збройних сил України.

## Життєпис
Закінчив школу в рідному селі та Теребовлянську загальноосвітню школи І—ІІІ ступенів № 2. Вступив у Прикарпатський військово-спортивний ліцей-інтернат (м. Надвірна), який закінчив 2008 року. Вищу освіту здобув у Тернопільському національному економічному університеті, де навчався до 2012 року на юридичному факультеті. Отримавши диплом, пішов служити в Яворівську військову частину за контрактом, звідки у травні його батальйон відправили на схід України, спочатку до Луганська, потім — Слов'янська, Донецька.
Солдат, розвідник-снайпер розвідувального відділення розвідувального взводу розвідувальної роти штабного батальйону 24-ї окремої механізованої Залізної бригади імені Данила Галицького Сухопутних військ Збройних Сил України, військова частина А0998, м. Яворів.
19 червня 2014, в ході військової операції зі звільнення від терористів населених пунктів у Лиманському районі (на той час — Краснолиманський район), знищення блокпостів противника біля смт Ямпіль та взяття під контроль мосту через Сіверський Донець, бронегрупа розвідувальної роти потрапила у засідку на підході до села Закітне. Розвідники виявили на дорозі два КамАЗи та БРДМ-2 бойовиків. Було вирішено відконвоювати трофейну техніку ближче до основних сил батальйону, але у цей момент бойовики із засідки відкрили вогонь з кулеметів по бійцях, які сиділи на броні. Бій тривав 3 години, загинули командир 1-го механізованого батальйону підполковник Ігор Ляшенко, командир розвідроти капітан Степан Воробець, командир відділення старший сержант Андрій Повстюк, старший солдат Юрій Прихід, солдати Віктор Семчук, Віктор Сивак і Микола Шайнога. Троє бійців дістали поранення, один із них — важко поранений.
22 червня тіло близько 18:30 доправили літаком із Харкова до Тернополя; далі почесна автоколона рушила до рідного села військовослужбовця, де його й поховали 23 червня на місцевому кладовищі.
Залишились батьки та сестра.

## Нагороди
- 15 липня 2014 року — за особисту мужність і героїзм, виявлені у захисті державного суверенітету та територіальної цілісності України, вірність військовій присязі під час російсько-української війни, нагороджений орденом «За мужність» III ступеня (посмертно)[5].
- почесний громадянин Тернопільської області (26 серпня 2022, посмертно)[6];

## Вшанування
- 6 грудня 2014 року в Теребовлі на фасаді Теребовлянської загальноосвітньої школи І—ІІІ ступенів № 2 відкрили меморіальну дошку Вікторові Семчуку (ініціаторами були однокласники Героя, автор дошки — Микола Шевчук).
- 29 травня 2015 року в місті Надвірна на Івано-Франківщині на фасаді будівлі Прикарпатського військово-спортивного ліцею-інтернату (вулиця Сірика, 1А) встановлено меморіальну дошку випускнику ліцею.
- 23 серпня 2015 року в селі Залав'є Теребовлянського району на фасаді будівлі загальноосвітньої школи (вулиця Шкільна, 3), де навчався Віктор Семчук, йому відкриті меморіальні дошки.
- У червні 2015 року на місці бою, біля с. Закотного, на честь полеглих бойових побратимів військовики 24-ї бригади встановили обеліск[7].
- 19 червня 2017 року на Донеччині, з ініціативи місцевої громади, відкрито пам'ятник сімом воїнам 24-ї бригади, які загинули у бою за звільнення села Закітне[8].